# Tomasz Kuszczak
Tomasz Mirosław Kuszczak, poljski nogometaš, * 23. marec 1982, Krosno Odrzańskie, Poljska.
Kuszczak je nekdanji nogometni vratar, ki je za poljsko nogometno reprezentanco nastopil na 11 tekmah. Na Svetovnem prvenstvu 2006 je bil član izbrane vrste kot rezervni vratar ter ni nastopil na nobeni tekmi. V klubski karieri je večinoma nastopal pri angleških klubih. Med letoma 2004 in 2006 je bil član kluba West Bromwich Albion, kjer je bil v svoji drugi sezoni prvi vratar, nato pa je po izpadanju v drugo angleško ligo Championship prestopil v Manchester United, kjer je bil v naslednjih šestih letih rezervni vratar. Leta 2012 je prestopil v Brighton & Hove Albion iz Championshipa, kjer je bil dve leti prvi vratar. Po enem letu pri klubu Wolverhampton Wanderers, ki je prav tako nastopal v Championshipu, je leta 2015 prestopil v še en klub iz tega tekmovanja, Birmingham City, kjer je bil do leta 2017 prvi vratar. Kariero je končal leta 2019, potem ko je bil v predhodnih dveh sezonah rezervni vratar Birmingham Cityja.